# Bulles
Bulles [byl] ist eine französische Gemeinde mit 851 Einwohnern (Stand 1. Januar 2022) im Département Oise in der Region Hauts-de-France. Sie gehört zum Arrondissement Clermont, zur Communauté de communes du Plateau Picard und zum Kanton Saint-Just-en-Chaussée.

## Geographie
Die Gemeinde Bulles liegt an der Brèche, rund 18 Kilometer ostnordöstlich von Beauvais. Zur Gemeinde gehören die Ortschaften Sainefontaine, Le Chaufour, Bel-Air, Monceaux und Lorteil sowie die Wassermühle Moulin de Bulles.

## Geschichte
Das Gemeindegebiet war schon in gallo-römischer Zeit besiedelt. Im Ortsteil Sainefontaine wurden 830 Gräber aus dem 5. bis 8. Jahrhundert ausgegraben. Außerdem wurde ein merowingischer Friedhof mit über 1000 Bestattungen gefunden. Bei den Normanneneinfällen des 9. Jahrhunderts erlitt der Ort Schaden. 1030 wird der erste Herr von Bulles genannt. 1636 wurde Bulles von spanischen Truppen unter Johann von Werth besetzt und teilweise niedergebrannt; ein Teil der Mauern wurde dabei zerstört und der Rest verfiel mit den vier Toren in der Folgezeit. 1876 wurde der Bahnhof eröffnet.

## Bevölkerungsentwicklung
| Jahr                       | 1962 | 1968 | 1975 | 1982 | 1990 | 1999 | 2006 | 2012 | 2021 |
| -------------------------- | ---- | ---- | ---- | ---- | ---- | ---- | ---- | ---- | ---- |
| Einwohner                  | 701  | 696  | 716  | 691  | 825  | 885  | 890  | 901  | 873  |
| Quellen: Cassini und INSEE |      |      |      |      |      |      |      |      |      |

## Sehenswürdigkeiten
- Kirche Saint-Martin aus dem Jahr 1501 mit Fassadenturm, 1636 niedergebrannt und 2011 als Monument historique eingetragen[1]
- Kapelle von Sainefontaine
- Ruinen der Kapelle Sainte-Madeleine
- zwei Wassermühlen
- zwei Kreuze

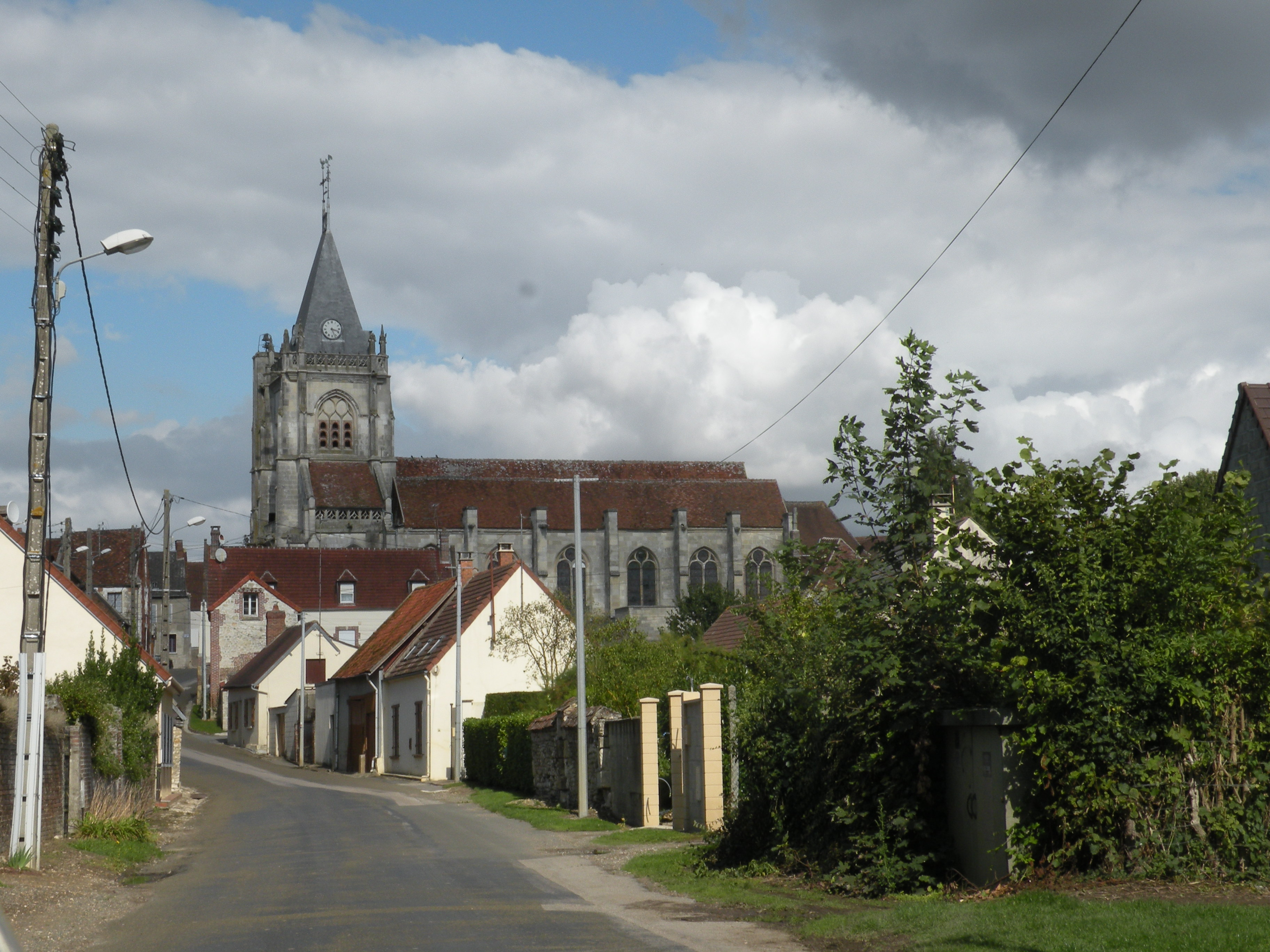
Kirche Saint-Martin
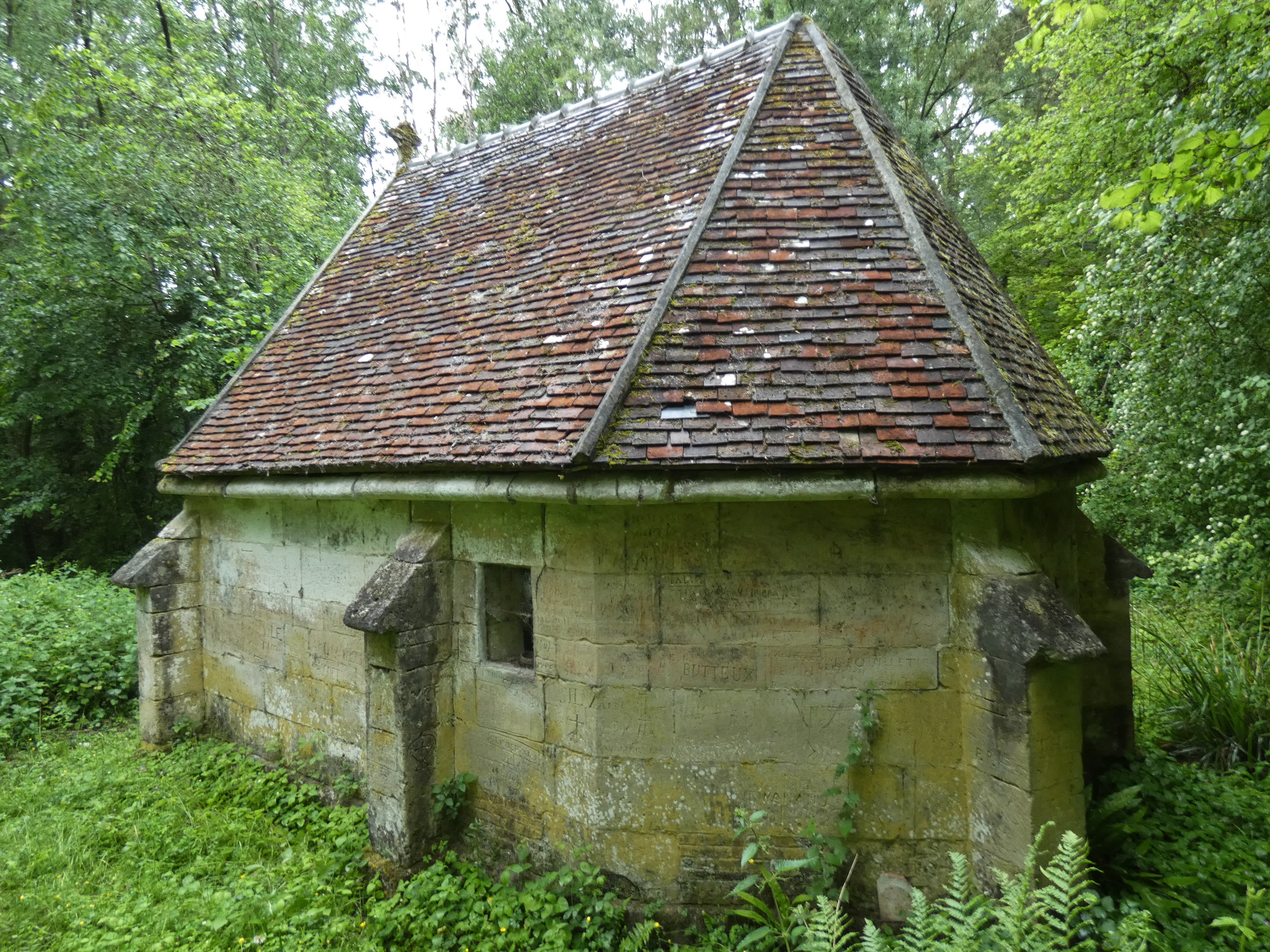
Kapelle in Sainefontaine
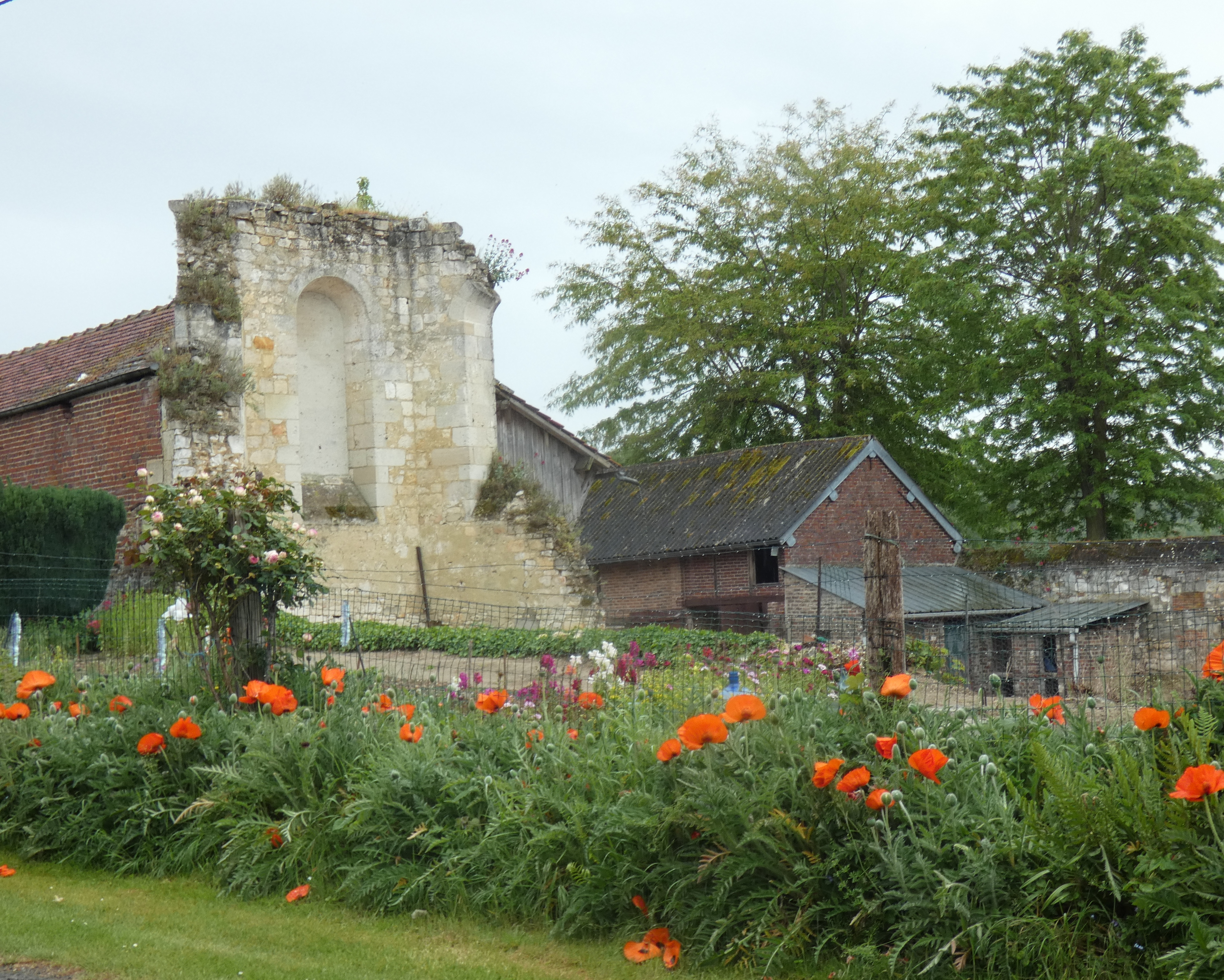
Ruinen der Kapelle Sainte-Madeleine
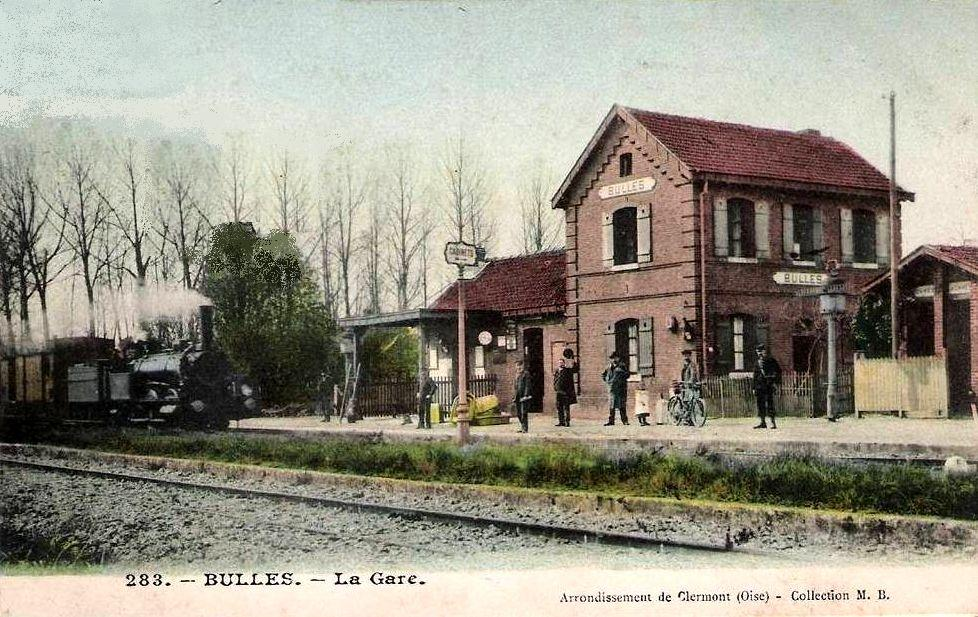
Ehemaliger Bahnhof von Bulles

## Verkehr
Auf der Bahnstrecke von La Rue-Saint-Pierre nach Saint-Just-en-Chaussée, die Bulles bediente, wurde der Personenverkehr 1954 eingestellt, der Güterverkehr folgte 1973.